# ラーメン大学

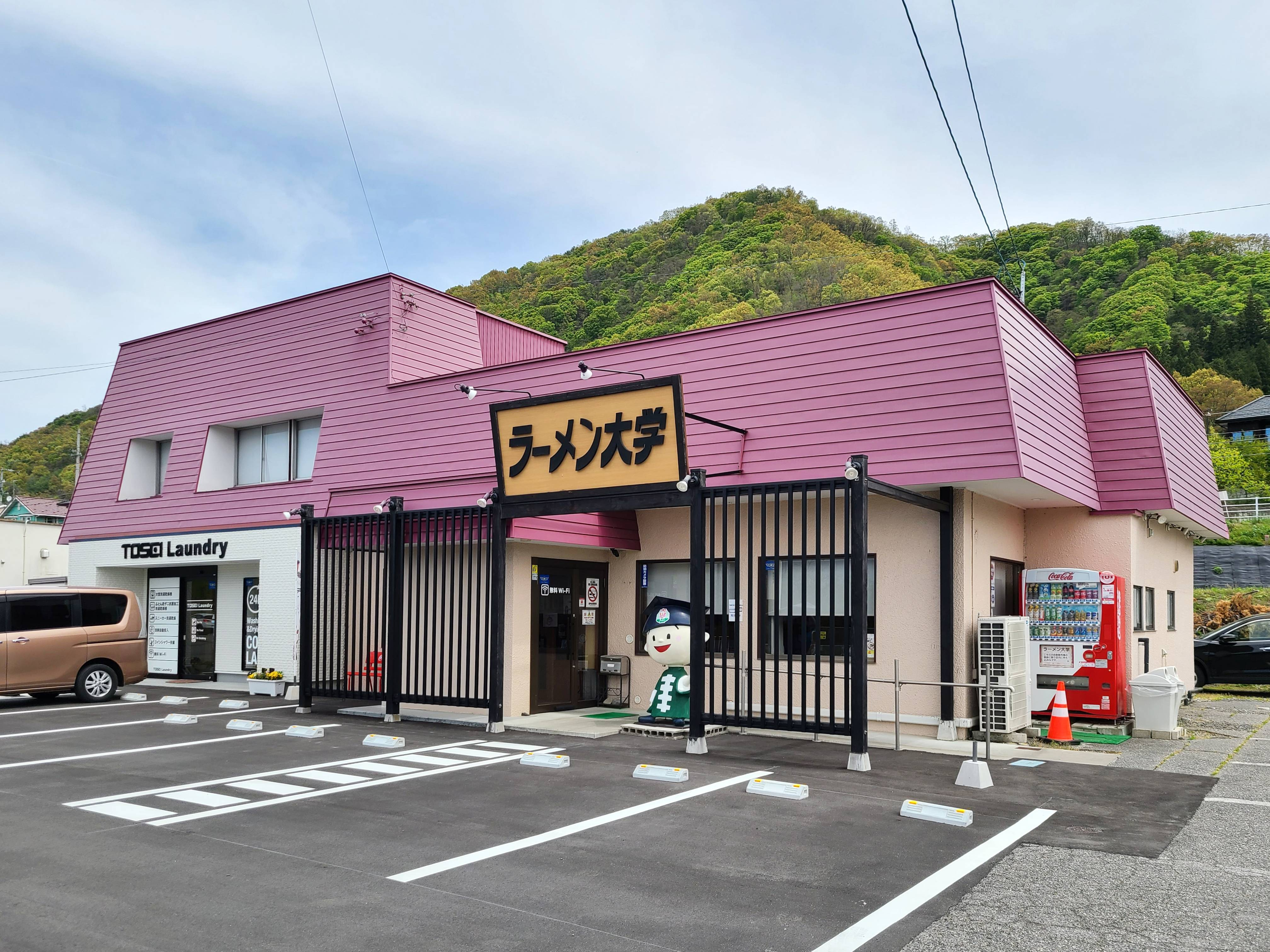
豊科光店（長野県安曇野市）

ラーメン大学（ラーメンだいがく）はラーメン店のフランチャイズチェーン。

## 概要
1962年頃に東京で1号店が開店。
1965年に東京のラーメン大学の暖簾分けという形で長野店が開店。1971年に上田店が開店して最盛期は長野県内に60店舗が存在するという規模であった。
ラーメン大学は長野県のソウルフードのようになっている。日本全国に展開しているチェーン店であったが長野県に店舗が多かったため、ラーメン大学といえば長野県ということになっている。長野県民はギャグで最終学歴はラーメン大学としている。